# NGC 5761
NGC 5761 é uma galáxia lenticular (S0) localizada na direcção da constelação de Libra. Possui uma declinação de -20° 22' 32" e uma ascensão recta de 14 horas, 49 minutos e 08,2 segundos.
A galáxia NGC 5761 foi descoberta em 1886 por Frank Leavenworth.